# Uronema (Plantae)
Uronema, rod zelenih algi smješten u vlastitu porodicu Uronemataceae, dio reda Chaetophorales. Postoji 14 priznatih vrstq.

## Vrste
1. Uronema acuminatum (K.R.Mattox & Bold) G.M.Lokhorst
2. Uronema africanum Borge
3. Uronema belkae (Mattox & Bold) O'Kelly & Floyd
4. Uronema brasiliense I.M.Franceschini & Couté
5. Uronema confervicola Lagerheim - tipična
6. Uronema elongatum Hodgetts
7. Uronema falcatum Skvortzov
8. Uronema indicum S.L.Ghose
9. Uronema intermedium Bourrelly
10. Uronema marinum Womersley
11. Uronema minutum G.M.Lokhorst
12. Uronema simplicissimum (Reinsch) Lagerheim
13. Uronema subelongatum J.P.Keshri
14. Uronema trentonense K.W.Lee